# 萊萬佐島

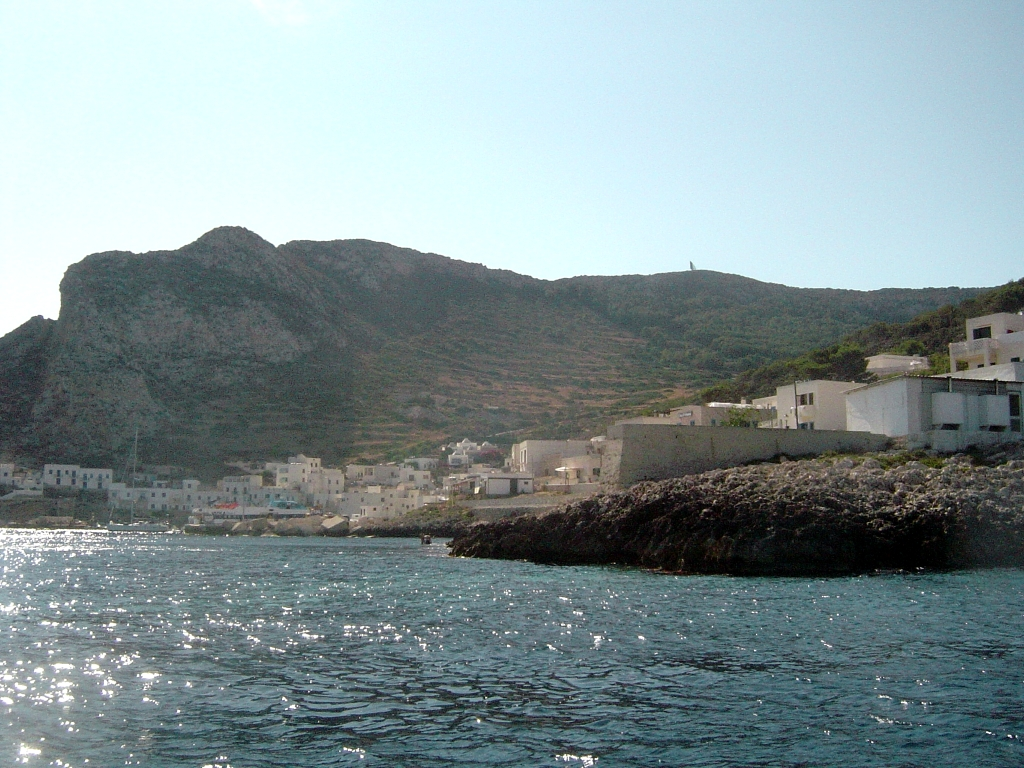

萊萬佐島是意大利的島嶼，位於西西里島以西的地中海，屬於埃加迪群島的一部分，由法維尼亞納負責管轄，面積5.82平方公里，最高點海拔高度278米，人口約450。
38°00′N 12°26′E / 38.000°N 12.433°E

## 外部連結
- 中的“萊萬佐島”